# Ciao (film)
Pour les articles homonymes, voir Ciao (homonymie).
Pour plus de détails, voir Fiche technique et Distribution.
Ciao est un film américain réalisé par Yen Tan, sorti en 2008.

## Synopsis
Jeff s'occupe des affaires en suspens de Mark, mort dans un accident. Il doit notamment s'occupe Andrea, un Italien que Mark a rencontré en ligne et qui devait venir lui rendre visite.

## Fiche technique
- Titre : Ciao
- Réalisation : Yen Tan
- Scénario : Alessandro Calza et Yen Tan
- Musique : Stephan Altman
- Photographie : Michael Roy
- Montage : David Lowery
- Production : Jim McMahon
- Société de production : Unauthorized Films
- Société de distribution : Regent Releasing (en) (États-Unis)
- Pays :  États-Unis
- Genre : Drame et romance
- Durée : 87 minutes
- Dates de sortie : 
  -  États-Unis : 30 mars 2008 (AFI Dallas Film Festival)

## Distribution
- Adam Neal Smith : Jeff
- Alessandro Calza : Andrea
- Chuck Blaum : Mark
- Ethel Lung : Lauren
- John S. Boles : le père de Mark
- Margaret Lake : la mère de Mark
- Tiffany Vollmer : le médecin

## Distinctions
Le film a été en compétition pour le Queer Lion à la Mostra de Venise. Il a également gagné le prix du meilleur film au Philadelphia QFest.